# Thủy vận
Thủy vận (tiếng Anh: water transportation) là một loại phương thức vận tải sử dụng thuyền, tàu, ghe, đò... chuyên chở hàng hoá và đưa đón du khách. Thủy vận chủ yếu phụ trách vận tải với số lượng lớn và khoảng cách xa, là hình thức vận tải đóng vai trò chủ lực trong vận tải đường cạn. Ở sông nội địa và ven sát bờ biển, thủy vận cũng hay sử dụng, coi là công cụ vận tải cỡ nhỏ, đảm đương nhiệm vụ bổ sung và nối kết vận tải đường cạn với số lượng lớn.

## Ưu khuyết điểm
Ưu điểm của thủy vận là giá thành thấp, có thể tiến hành vận tải với giá thành thấp, số lượng lớn và khoảng cách xa. Nhưng mà thủy vận cũng có khuyết điểm thấy rõ, chủ yếu là tốc độ vận tải chậm, bị cửa cảng, mức nước, mùa tiết và khí hậu ảnh hưởng khá lớn, do đó thời gian gián đoạn vận tải trong một năm khá dài.

## Hình thức
Hình tức thủy vận có bốn loại dưới đây:
1. Vận tải sát bờ biển là một phương thức sử dụng thuyền tàu thông qua tuyến đường thủy ven sát bờ biển sát gần đất liền mà chuyên chở hàng hoá và đưa đón du khách.
2. Vận tải gần biển là một hình thức vận tải sử dụng thuyền tàu thông qua tuyến đường thủy trên biển của các nước láng giềng gần đất liền mà chuyên chở hàng hoá và đưa đón du khách, tuỳ lộ trình đường thủy mà sử dụng thuyền tàu cỡ vừa hoặc cỡ nhỏ.
3. Vận tải biển xa là hình thức vận tải đường dài sử dụng thuyền tàu vượt qua đại dương, chủ yếu dựa vào thuyền tàu cỡ lớn có khối lượng chở hàng lớn.
4. Vận tải sông nội địa là một phương thức sử dụng tàu, ghe, đò... tiến hành vận tải ở các tuyến đường thủy như sông, hồ, kênh đào, ngòi... chủ yếu sử dụng tàu cỡ vừa hoặc cỡ nhỏ.

## Phân loại
Thủy vận chia làm hai loại hải vận và hà vận. Chúng lấy hải dương và dòng sông do thiên nhiên ban tặng làm đường giao thông. Tuy nhiên, không phải tất cả sông, hồ đều có thể trở thành đường thủy, sẵn sàng chuyên chở. Nếu thuyền tàu qua lại có trọng tải khá cao, thì cần phải tăng thêm chiều rộng ở dòng sông hẹp, cần đào sâu ở dòng sông cạn, có lúc phải mở đào sông đào để khai thông giữa sông với sông, mới có thể cung cấp mạng lưới đường thủy thuận lợi cho thuyền tàu cỡ lớn ở sông nội địa.
Vận tải biển - đại dương là một phương thức vận tải sử dụng các phương tiện thủy vận như thuyền, tàu, ghe, đò... thông qua tuyến đường thủy trên biển mà chuyên chở hàng hoá và đưa đón du khách. Nó có sẵn các ưu điểm như khối lượng chở hàng lớn, giá thành thấp, nhưng mà tốc độ vận tải chậm, hơn nữa bị điều kiện tự nhiên ảnh hưởng.
Vận tải sông nội địa, gọi tắt hà vận, là một phương thức vận tải sử dụng tàu, ghe, đò và phương tiện thủy vận khác chuyên chở hàng hoá và đưa đón du khách ở đường thủy thiên nhiên như sông, hồ, hồ chứa nước... hoặc nhân tạo như sông đào, mương, rạch... Nó có sẵn các ưu điểm như giá thành thấp, tiêu hao năng lượng ít, địa phương đầu tư, chiếm ít hoặc không chiếm đất canh tác, nhưng nó bị điều kiện tự nhiên cản trở khá lớn, tốc độ vận tải khá chậm, tính liên tục kém.
Cửa cảng là điểm mở đầu và điểm kết thúc của thủy vận. Tiếp viện thuyền tàu, sự lên xuống của du khách, bốc dỡ hàng hoá và kiểm tra, sửa chữa thuyền tàu đều tiến hành ở chỗ này. Năng lực gom - bỏ - chở hàng hoá và du khách của một cửa cảng, tức là khả năng mỗi năm có bao nhiêu hàng hoá và du khách tập trung ở chỗ này dùng thuyền tàu chở đi chỗ khác, và có bao nhiêu hàng hoá và du khách chở đến chỗ này, gọi là năng lực xuất nhập của cửa cảng.
Vận tải container là đem hàng hoá đa chủng đa dạng chứa đựng tập trung ở bên trong container có sẵn chiều dài, chiều rộng và chiều cao thống nhất quy cách. Những container này có thể chứa thuyền tàu lợi dụng đường thủy mà vận chuyển, cũng có thể thông qua vận tải đường sắt và đường bộ, giữa đường thay xe đổi tàu không cần lấy hàng hoá ra ngoài, có thể nâng cao hiệu suất bốc dỡ, có lợi cho điều khiển cơ khí hoá, tiêu trừ lao động chân tay nhiều và nặng nhọc, giảm bớt tổn thất hàng hoá, đơn giản hoá thủ tục phức tạp, đẩy nhanh luân chuyển của xe và tàu, làm giảm giá thành vận tải. Đồng thời, vận tải container có thể từ kho của người gửi hàng trực tiếp chở đến kho của người nhận hàng, không cần lợi dụng kho trung chuyển, thực hành dịch vụ vận tải "trao đổi tại cửa". Vận tải container xuất hiện trước nhất ở Hoa Kỳ, mở rộng đến khắp nơi thế giới vào cuối niên đại 60 thế kỉ XX.

## Dự án thủy vận trọng đại
Đại vận hà, bắt đầu xây dựng vào năm 486 trước Công nguyên, bao gồm 3 phần: đại vận hà Tuỳ - Đường, đại vận hà Kinh - Hàng và đại vận hà Đông Chiết Giang, tổng chiều dài 1.776 kilômét, trải dài hơn 10 vĩ độ địa cầu, vượt qua tám tỉnh, thành Bắc Kinh, Thiên Tân, Hà Bắc, Sơn Đông, Hà Nam, An Huy, Giang Tô và Chiết Giang, xuyên dọc ở đồng bằng Hoa Bắc, thông đến 5 hệ thống sông lớn Hải Hà, Hoàng Hà, Hoài Hà, Trường Giang và sông Tiền Đường, là động mạch chủ của giao thông vùng Hoa Bắc thời cổ đại Trung Quốc.
Thủy đạo California, nằm gần Sacramento, dài 715 kilômét.
Sông Nhân Tạo lớn, là mạng lưới đường ống dưới đất quy mô to lớn trong sa mạc Sahara, lấy nước từ tầng chứa nước cỡ lớn chở đến các thành phố lớn trong khu vực đó.

## Thủy vận thủ công

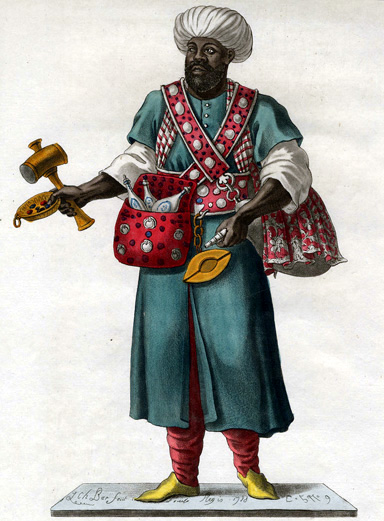
Người Sakka ở Mecca, năm 1779

Trong lịch sử, ở các nước khô hạn, nước là do người cấp nước truyền thống vận chuyển đến bằng tay (thí dụ như người Sakka ở Ả Rập Xê Út, người Bhishti ở Ấn Độ). Châu Phi là một khu vực khác hay dùng tay vận chuyển nước, nhất là ở vùng nông thôn.